# Сантојани (Казерта)
Сантојани је насеље у Италији у округу Казерта, региону Кампанија.
Према процени из 2011. у насељу је живело 35 становника. Насеље се налази на надморској висини од 190 м.